# Legionella yabuuchiae
Espèce
Legionella yabuuchiae est une des espèces du genre de bactéries Legionella isolée au Japon. Ce sont des bacilles à Gram négatif de la famille des Legionellaceae faisant partie de l'embranchement des Pseudomonadota. Elle a été isolée de sols contaminés par des déchets industriels au Japon.

## Historique
Legionella yabuuchiae est une bactérie décrite en 2007 sur la base de trois souches (dont la souche type) isolées au Japon. Les trois souches ont été isolées de prélèvements de sols contaminés par des déchets industriels dans des décharges illégales.

## Taxonomie
Le nom correct complet (avec auteur) de ce taxon est Legionella yabuuchiae Kuroki et al. 2007.

### Étymologie
L'étymologie de cette espèce Legionella yabuuchiae est la suivante : ya.bu.u’chi.ae N.L. gen. fem. n. yabuuchiae, appartenant à Yabuuchi, en l'honneur de la bactériologiste japonaise Eiko Yabuuchi pour son travail sur les Legionella au Japon,. Le nouveau nom a été validé également en 2007 par l'ICSP et publié dans la liste de validation no 117 des noms de bactéries.

### Phylogénie
Les analyses phylogéniques basées sur le gène de l'ARNr 16S ont permis de démontrer l’appartenance des souches testées au genre Legionella. Par contre ces analyses ont aussi montré que la similarité de cette séquence ne dépassait pas 95 %  avec les autres espèces de Legionella et par conséquent représentait probablement une nouvelle espèce.
Les analyses d'hybridations ADN-ADN des trois souches OA1-2, OA1-3 et OA1-4 forment un cluster génétique indépendant.

## Description

### Caractéristiques
Legionella nagasakiensis est une bactérie aérobie à Gram négatif. C'est un bacille mobile avec un unique flagelle polaire. Cette bactérie est capable de croître sur milieu BCYEα et nécessite des milieux supplémentés en L-cystéine pour sa culture. Ses tests biochimiques se révèlent positifs pour les activités gélatinase, catalase, oxydase, hydrolyse de l'hippurate et du brunissement de milieu supplémenté en tyrosine. Les réactions sont par contre négatives pour les tests d'activité de l'uréase, de la réduction du nitrate en nitrite et d'utilisation du glucose. Les tests gélatinase, naphthol-AS-BI-phosphohydrolase, β-lactamase et du brunissement de milieu supplémenté en tyrosine permettent de distinguer Legionella nagasakiensis de trois espèces les plus proches d'elle en ADN, L. oakridgensis, L. impletisoli et L. yabuuchiae.
Son profil d'acides gras comprend de acides gras anteiso-C15:0 pour environ 20.82 % et des acides gras iso-C16:0 pou environ 24.89 %.
Contrairement à d'autres espèces de Legionella, L. yabuuchiae n'autofluoresce pas.

### Souche type
La souche type de l'espèce Legionella yabuuchiae est la souche OA1-2 qui porte les identifiants DSM 18492 et JCM 14148 dans différentes banques de cultures bactériennes.

## Habitat
L'espèce Legionella yabuuchiae est une espèce de bactérie dont la souche type, OA1-2 a été isolée d'un échantillon de sol contaminé par des déchets industriels.